# 4Ever (DVD)
4Ever — четвертий відеоальбом американської поп-співачки Гіларі Дафф. Вийшов виключно в Італії 12 травня 2006 через лейбл EMI. DVD включає концерт із турне Metamorphosis (який також знаходиться на DVD «The Girl Can Rock») і всі музичні відео Дафф, які створили на той час. Це DVD продавалося як доповнення до музичного CD «4Ever».

## Вміст DVD

### Концерт
1. «The Girl Can Rock»
2. «Little Voice»
3. «Come Clean»
4. «So Yesterday»
5. «Anywhere But Here»
6. «Metamorphosis»
7. «Sweet Sixteen»
8. «Where Did I Go Right»
9. «Love Just Is»
10. «Why Not»
11. «The Math»
12. «Workin' It Out»
13. «Party Up»

### Музичні відео
1. «Beat of My Heart»
2. «Wake Up»
3. «Come Clean»
4. «Fly»
5. «Our Lips Are Sealed»
6. «So Yesterday»